# Jean Hayet
Pour les articles homonymes, voir Hayet.
 (novembre 2016).
Si vous disposez d'ouvrages ou d'articles de référence ou si vous connaissez des sites web de qualité traitant du thème abordé ici, merci de compléter l'article en donnant les références utiles à sa vérifiabilité et en les liant à la section « Notes et références ».
Jean Hayet (13 novembre 1939 - 2 novembre 2006) est un acteur, régisseur et professeur belge du Théâtre royal des Galeries. Un des acteurs qui a souvent incarné le rôle de Madame Chapeau au théâtre. 

## Biographie
Hormis ses nombreuses apparitions dans le rôle de Madame Chapeau qui le rendra populaire, Jean Hayet a joué dans de nombreuses pièces classiques telles que L'Avare de Molière, qu'il mettra en scène.
Professeur de diction et de déclamation à l'académie d'Anderlecht, il était fort apprécié de ses élèves, un professeur qui avait un flegme inimitable et un humour caustique.
Jean Hayet est décédé à l'âge de 66 ans.
En mars 2007, le conseil communal d'Anderlecht – commune bruxelloise où Jean Hayet habitait et donna des cours – décide de lui rendre hommage en nommant un square à son nom. Celui-ci se situe non loin de l'avenue Maurice Carême et de la rue Clara Clairbert.